# Choreutis plectodes
Choreutis plectodes là một loài bướm đêm thuộc họ Choreutidae. Loài này có ở Nam Phi.